# Le Monde
Le Monde (französisch für „Die Welt“) ist eine französische Tageszeitung. Die überregional erscheinende Zeitung gilt neben dem Figaro und Libération als die wichtigste meinungsbildende Zeitung Frankreichs. Die politische Ausrichtung des Blattes gilt als linksliberal. Le Monde ist indirekt verbunden mit der linksgerichteten Zeitung Le Monde diplomatique. Die verkaufte Auflage der Zeitung sank von 390.840 Exemplaren im Jahr 1999 auf 302.624 Exemplare im Jahr 2018, ein Minus von 22,6 Prozent.
Das Blatt gilt als Nachfolgerin des Leitmediums der Dritten Republik, Le Temps (1861–1942). Le Temps wurde nach der Befreiung von Paris bezichtigt, es habe 1940 bis 1942 mit der deutschen Besatzungsmacht kollaboriert. Le Temps wurde enteignet; die Ende 1944 gegründete Zeitung Le Monde übernahm von Le Temps deren Gebäude und deren Typographie. 

## Geschichte

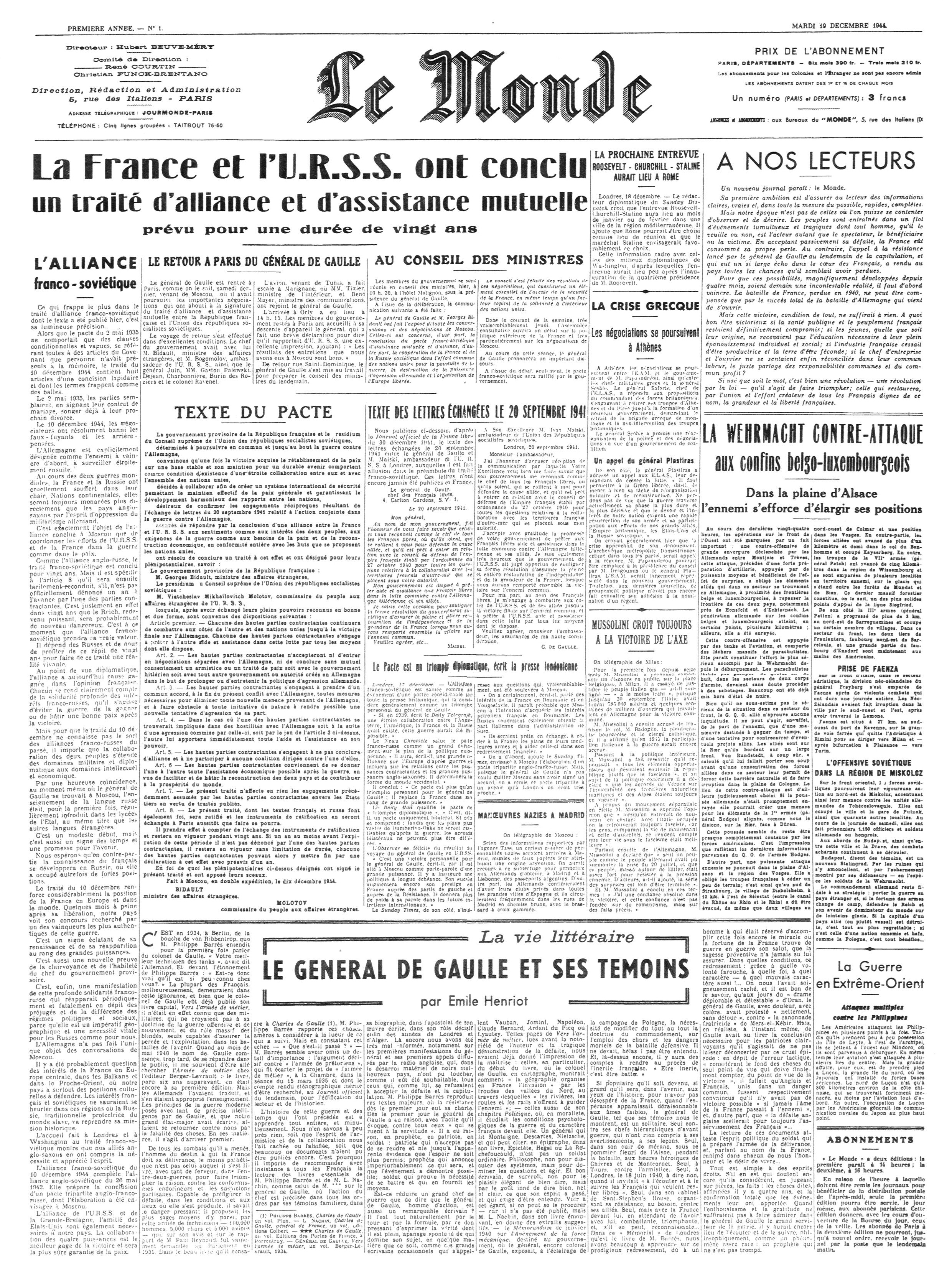
Erstausgabe, 19. Dezember 1944

Nach der Befreiung Frankreichs von der deutschen Besetzung 1940 bis 1944 wollte Charles de Gaulle wieder eine anspruchsvolle Tageszeitung von internationalem Ruf in Frankreich erscheinen lassen. In der Zwischenkriegszeit hatte die Ende November 1942 von den deutschen Besatzern geschlossene Tageszeitung Le Temps diesen Rang inne und als inoffizielles Sprachrohr des französischen Außenministeriums ('Quai d’Orsay') gegolten. Wegen der Kollaboration mit der Besatzungsmacht hatte Le Temps jedoch ihr Ansehen verloren. De Gaulle beauftragte seinen Informationsminister Pierre-Henri Teitgen, einen Herausgeber zu finden, der der Résistance angehört hatte und eine unbezweifelbare journalistische Reputation hatte, sodass ihm eine Lizenz zum Herausgeben einer neuen Tageszeitung gegeben werden konnte. Teitgen entschied sich für den Gaullisten Hubert Beuve-Méry. Dieser war 1938 von seiner Stelle als Auslandskorrespondent in der Tschechoslowakei zurückgetreten, nachdem Le Temps, sein damaliger Arbeitgeber, das Münchner Abkommen befürwortet hatte. Das Redaktionsgebäude von Le Temps in der rue des Italiens wurde für Le Monde beschlagnahmt, die auch Typographie und Erscheinungsformat ihrer Vorgängerin übernahm. Mitglieder im ersten Redaktionskomitee waren unter anderem der Rechtsprofessor René Courtin und de Gaulles Pressebeauftragter Christian Funck-Brentano. Am 19. Dezember 1944 erschien die erste Ausgabe von Le Monde.

## Eigentümer
Bis zum Juni 2010 gehörte Le Monde zu 53 Prozent seinen Angestellten und Mitarbeitern. 47 Prozent teilten sich Danone, die Bank BNP Paribas und der Milliardär François Pinault. 2004 war das schlimmste Verlustjahr der Zeitung. Die Verlagsgruppe La Vie-Le Monde konnte ihr Defizit im Jahr 2005 von rund 28 Millionen Euro im Geschäftsjahr 2006 halbieren. Interesse an der Zeitung hatte unter anderem der Pariser Rüstungs-, Luftfahrt- und Medienkonzern Lagardère.
Am 25. Juni 2010 erteilte die Redaktionskonferenz der Bietergruppe des PS-nahen Unternehmers Pierre Bergé, des Bankiers Matthieu Pigasse (Vize-Präsident von Lazard-Europa) und des Internetunternehmers Xavier Niel (groupe Iliad, DSL-Anbieter Free) den Zuschlag für den Kauf der wirtschaftlich angeschlagenen Tageszeitung Le Monde. Bergé und seine Compagnons garantieren der Redaktion weiterhin ihre journalistische Unabhängigkeit. Bergé sicherte der Redaktion nicht nur ihr Veto-Recht über die Vergabe der Chefredaktion zu, sondern rief auch eine Stiftung mit einer Einlage von zehn Millionen Euro ins Leben, die allmählich Aktienanteile für die Redakteure erwerben soll, bis eine Sperrminorität von 33 Prozent erreicht sein wird.
Staatspräsident Nicolas Sarkozy intervenierte mehrmals und drohte schließlich der Redaktion bei einem Votum für Bergé & Co. mit einer Streichung der Subventionen für die Modernisierung der Le Monde-Druckerei. Kritiker sprachen von einer Berlusconisierung von Frankreichs Medien durch Sarkozy (Der inzwischen verstorbene Medienunternehmer Silvio Berlusconi war damals auch Italiens langjähriger Ministerpräsident). Der Aufsichtsrat der Le-Monde-Gruppe stimmte mit der Redaktionsmehrheit für das Übernahmeangebot der Investorengruppe um Bergé.
Seit 2019 besitzt Daniel Křetínský Unternehmensanteile.
Die Tageszeitung Le Monde gehört zur Groupe Le Monde, die noch andere Publikationen herausgibt. Die Gruppe selbst hat zwei Eigentümer: zu 75 % die Holding Le Monde Libre und zu 25 % der Pôle d'indépendance du Groupe Le Monde (Unabhängigkeitszentrum der Le Monde-Gruppe). Der Pôle d'indépendance vertritt die Redakteure und die Leser und soll die redaktionelle Unabhängigkeit garantieren, die Holding ist die Finanzgesellschaft, die das Kapital zur Verfügung stellt. Die Holding hatte ursprünglich drei Eigentümer: Xavier Niel, Matthieu Pigasse und Pierre Bergé. Nach dem Tod von Bergé erbte Madison Cox dessen Anteile, mit der Option, dass Niel und Pigasse diese Anteile übernehmen können. Über diese Transaktion entbrannte ein Streit, der vor Gericht ging. Das Gericht sprach Cox eine relativ geringe Summe zu. Ende 2021 war die Eigentümerstruktur der Holding wie folgt: Xavier Niel 27 %, Matthieu Pigasse und Daniel Křetínský 27 %, Madison Cox u. a. 27 %, Prisa, eine spanische Pressegruppe 20 % (Anteile gerundet).

## Finanzzahlen
Nach schweren Verlusten hat die Groupe Le Monde, die Holding-Gesellschaft, zu der Le Monde gehört, 2021 ein positives Resultat von 9,5 Mio. € (netto) bei einem Umsatz von 307 Mio. € erwirtschaftet. Die Auflage von Le Monde ist auf mehr als 500.000 gestiegen, davon mehr als 400.000 digital. Die Gruppe kann pro Jahr mehr als 3 Mio. € investieren und hat verschiedene Titel gekauft bzw. neu herausgebracht. Auch die Zeitung Le Monde ist nach langer Zeit wieder rentabel. 2024 ging Le Monde eine Zusammenarbeit mit OpenAI ein, die der KI-Firma zum Aufbau ihres KI-Modells Zugriff auf die Artikel der Zeitung gewährt. Über die Höhe der Zahlungen von OpenAI wurde Stillschweigen vereinbart.

## Firmensitz
Seit dem 20. Dezember 2004 hat Le Monde seine Zentrale am Boulevard Auguste Blanqui im 13. Arrondissement (Pariser Süden). Die gläserne Fassade ziert eine Zeichnung des Le-Monde-Karikaturisten Jean Plantureux (Plantu): Eine Friedenstaube mit Olivenzweig im Schnabel und ein Zitat des französischen Schriftstellers Victor Hugo. Das ehemalige Gebäude der Air France wurde vom Architekten Christian de Portzamparc überdacht, die Raumverteilung, und die kollektiven Arbeitsplätze entwarf seine Frau Élizabeth de Portzamparc.
2015 beschloss Le Monde, in einen neuen Hauptsitz umzuziehen. 

Firmensitz von Le Monde (2022)

Das Grundstück befindet sich nun wieder im Stadtzentrum nahe dem Gare d’Austerlitz im 13. Arrondissement. Am 15. Januar 2015 wurde mittels eines Architekturwettbewerbs der Entwurf des norwegisch-amerikanischen Architekturbüros Snøhetta als künftiges Domizil ausgewählt. Die gläserne Fassade wird aus Elementen von unterschiedlicher Transparenz bestehen und eine pixelartige Struktur haben. Eine Kritikerin bezeichnete den Entwurf als „Endzeitarchitektur“, die „überraschend negativ“ sei („doomsday architecture“, „surprisingly dystopian“).
Ende 2016 wurde der Baubeginn für 2017 angekündigt.

## Chefredaktion
- Bruno Frappat (1991–1994)
- Noël Bergeroux (1994–1996)
- Edwy Plenel (1996–2004)
- Gérard Courtois (2004–2006)
- Éric Fottorino (2006 – September 2007)
- Alain Frachon (1. September 2007 – 17. Januar 2010)
- Sylvie Kauffmann[18] (18. Januar 2010 – Juni 2011)
- Érik Izraelewicz (Juni 2011 – 27. November 2012)
- Alain Frachon (kommissarisch vom 30. November 2012 – März 2013)
- Natalie Nougayrède (März 2013 – Mai 2014)
- Jérôme Fenoglio (19. Mai 2014)

Der Le-Monde-Chefredakteur Érik Izraelewicz starb am 27. November 2012 im Alter von 58 Jahren nach einem Schwächeanfall. Zur Nachfolgerin wurde Natalie Nougayrède zum 1. März 2013 gewählt, die seit 1996 für Le Monde arbeitet. Nougayrède trat im Mai 2014 nach zunehmender Kritik in der Redaktion an ihrem „erratischen Managementstil“ zurück. Aktueller Auslöser der Rücktritte waren Pläne für eine Umstrukturierung der Verantwortlichkeiten, vor allem die Versetzung von mehr als 50 Redakteuren von der Druck- in die Online-Redaktion. Die Leitung sowohl der Druck- als auch der Online-Redaktion übernahm der bisherige Chefredakteur von lemonde.fr, Jérôme Fenoglio.

## Beilagen und Veröffentlichungen
Le Monde veröffentlicht folgende wöchentliche Beilagen:
- Le Monde Radio TV (eingestellt)
- Le Monde Économie (eingestellt)
- Le Monde Argent
- Les cahiers de la compétitivité, Spécial Entreprises & Développement
- Le Monde des Livres
- Le Monde Éducation (erscheint monatlich)
- Le Monde Époque, zunächst monatliches, dann wöchentliches Magazin als Beilage zur Wochenendausgabe

Darüber hinaus veröffentlicht Le Monde gelegentlich Sondernummern. Herausgegeben wird die Zeitung nicht nur als Druckformat, sondern auch in mehreren digitalen Versionen im Internet. Nach dem Erfolg der Internet-Anwendung für das Mobiltelefon ist Le Monde seit 2010 auch über das iPad zugänglich.